# Бронте, Патрик
Патрик Бронте (англ. Patrick Brontë; 17 марта 1777, графство Даун, Ирландия — 7 июня 1861, Хоэрт) — англиканский священник, учитель и писатель, отец знаменитых йоркширских писательниц — Шарлотты, Эмили и Энн Бронте.

## Биография
Патрик Бронте родился 17 марта 1777 года в графстве Даун (Ирландия). Он был первым из 10 детей в семье батрака Хью Бранти (Hugh Brunty). Во взрослом возрасте Патрик сменил написание фамилии на Бронте (Brontë). Одной из возможных причин смены фамилии называют подражание титулу герцога Бронте (Bronté), пожалованному в 1799 году Фердинандом I адмиралу Нельсону, к коему Патрик Бронте относился с большим почтением.
Прожил долгую жизнь, умерев в возрасте 84 лет. У него было шестеро детей, и он пережил их всех. Последняя, Шарлотта, умерла за 6 лет до кончины отца, в 1855 году, в возрасте 38 лет.
Все 6 детей родила Патрику Мария Бренуэлл (1783—1821), с которой они вступили в брак в 1812 году. Мария умерла вскоре после рождения своего шестого ребёнка.

## Дети
- Мария (1814—1825)
- Элизабет (1815—1825)
- Шарлотта (1816—1855)
- Патрик Бренуэлл (1817—1848)
- Эмили (1818—1848)
- Энн (1820—1849)